# 母子草 (テレビドラマ)
『母子草』（ははこぐさ）とは、過去3回に亘って放送されたテレビドラマである。 

## 1961年版
1961年9月5日に『シャープ火曜劇場』（フジテレビ）で放送。

### キャスト
- 森光子
- 矢沢京子
- 夏川大二郎
- 野々村潔
- 仲村秀生
- 青木純子
- 河村弘二
- 千秋みつる

### スタッフ
- 原作 - 小糸のぶ
- 演出 - 福中八郎

## 1964年版
1964年4月16日に『日本映画名作ドラマ』（NET）で放送。

### キャスト
- 木暮実千代
- 小林千登勢
- 荒木一郎
- 小栗一也
- 織本順吉
- 巽秀太郎
- 立花里美
- 宮本信子

### スタッフ
- 原作 - 小糸のぶ
- 脚本 - 寺島アヤ子
- 演出 - 広渡一郎

## 1979年版
1979年3月12日から同年5月11日まで『花王 愛の劇場』（TBS）で放送。唯一の連続ドラマ。

### キャスト
- 香野百合子
- 長内美那子
- 中野誠也
- 大塚良重
- 明石潮
- 目黒幸子

### スタッフ
- 原作 - 小糸のぶ
- 制作 - TBS・東京映画

### 主題歌
- 「六時、七時、八時あなたは…」（歌：小林幸子） ※当初はA面だったが、その後『おもいで酒』とAB面を入れ替えて発売された。
  - 作詞：麻生香太郎／作曲：八角朋子／編曲：福井峻

| フジテレビ シャープ火曜劇場      | フジテレビ シャープ火曜劇場                  | フジテレビ シャープ火曜劇場               |
| 前番組                           | 番組名                                       | 次番組                                    |
| -------------------------------- | -------------------------------------------- | ----------------------------------------- |
| 野菊の如く                       | 母子草（1961年版） （1961.9.5）              | 哀愁日記                                  |
| NET 日本映画名作ドラマ           |                                              |                                           |
| 年々歳々                         | 母子草（1964年版） （1964.4.16）             | 踊り子                                    |
| TBS 花王 愛の劇場                |                                              |                                           |
| 女の一生 （1979.1.8 - 1979.3.9） | 母子草（1979年版） （1979.3.12 - 1979.5.11） | 体の中を風が吹く （1979.5.14 - 1979.7.6） |

| スタブアイコン | サブスタブ | この項目は、まだ閲覧者の調べものの参照としては役立たない、テレビ番組に関連した書きかけの項目です。この項目を加筆・訂正などしてくださる協力者を求めています（P:テレビ/PJ:放送または配信の番組）。 |